# 張首標
張首標（1603年—？），字翘甫，北直隸順天府玉田县人，明朝末年政治人物。

## 生平
崇祯六年（1633年）癸酉科順天鄉試舉人，崇祯七年（1634年）登甲戌科三甲一百四十二名進士，在户部觀政後，授山西交城县知县，九年调任汾阳县，卒于官，祀名宦。
县有“世科”牌坊，为明正德辛未科進士张经、崇祯甲戌科進士张首標、崇祯壬午科举人张联芳立。

## 家族
曾祖张经，正德辛未進士、东昌知府；祖张璋，武举人；父张衍中，廪生、鸿胪寺署丞。

## 引用
1. ↑  《崇禎七年甲戌科進士三代履歷》：张首标，曾祖经，东昌知府辛未；祖炜，武斈；父衍中，鸿胪寺署丞。翘甫，诗四房，乙巳年五月初五日生，顺天府玉田县人，癸酉乡试，会八十六名，三甲一百四十二名，户部观政，乙亥授山西交城知县，丙子调汾阳县。
2. ↑  《崇祯柒年甲戌科進士履历便覽》：张首标，曾祖经，隆庆辛未進士、知府。祖璋，武举。父衍中，廪生、鸿胪署丞。翘甫，诗四房，乙巳年五月初五日生，玉田县人，癸酉七十八名，会八十六名，三甲一百四十二名。户部政，乙亥授交城知县，丙子调汾阳。
3. ↑  《玉田县志》卷之八·贤达：张首标字翘甫，少失恃，为乡贤执所冢嗣，磊落自负，丱角时，议论不与众侔。读书明大义，尚气节，不屑屑为章句所拘。其目力能识俊髦于俦人中，故缔交者尽一时之彦。尝语同志曰：吾辈筮仕，即一命之寄，亦当为生民兴利除害，为国家储才育士，必无负生平所学始快，不然宁终老牖下，勿贻站冠裳。及成进士，初任交城，下车即考拔李之奇等五人，为之置馆授业，馆谷悉捐俸充之。出所订制艺百篇，俾熟诵。更为指示法脉，相继捷南宫。学问政事，一时无比。调繁汾阳，时豪藩肆虐，民苦荼毒，公不避权势，挺身相抗，直声动朝廷，汾交之士民至今称诵不衰，为之请于上，祀名宦焉。迹公行事，真有古大臣之风第，未竟所蕴，赉志而殁，识者惜之。